# The Unguided
The Unguided son un grupo de metal sueco creado por Richard Sjunnesson tras su partida de Sonic Syndicate. Más tarde se unirían el cantante (y antiguo integrante de Sonic Syndicate) Roland Johansson, el guitarrista Roger Sjunnesson, por aquella época miembro de Sonic Syndicate, John Bengtsson como batería y al bajo Henric Carlson, actualmente también componente de Cipher System.

## Historia

### Formación
Los orígenes de The Unguided se remontan hasta el grupo sueco de death metal melódico/metalcore Sonic Syndicate (originalmente conocidos como Fallen Angels), cuando el vocalista Roland Johansson abandonó el grupo en el año 2009 debido al cansancio de las largas giras. Tiempo después, en octubre de 2010 se anunció que el vocalista Richard Sjunneson no participaría en el resto del We Rule the Night Tour para poder pasar más tiempo con su familia. Sin embargo dos días más tarde él mismo anunció que su partida era algo permanente, y que su decisión se debía a diferencias creativas en el rumbo que el grupo estaba siguiendo. Richard optó por formar un nuevo grupo, The Unguided, junto a Roland Johansson y Roger Sjunnesson.  

### Nightmareland
El 22 de diciembre de 2010, Richard desveló en su blog que The Unguided presentaría dos canciones completamente nuevas en enero. El 9 de enero de 2011 la banda desveló el título de su EP de presentación, Nightmareland, así como su portada, obra del artista Kuang Hong. El diseño del libreto fue encargado a Gustavo Sazes, la misma persona que realizó la portada del EP de Sonic Syndicate Burn This City. Una versión alternativa de la portada creada por José A. Aranguren, que ya había trabajado en el pasado también con Sonic Syndicate aparecería en algunas reediciones del EP. Ese mismo día se anunció que la fecha de lanzamiento de Nightmareland se aplazaría hasta febrero a razón de que la banda lo pudiese regrabar en un estudio profesional, ya que la primera versión la habían registrado en el estudio casero de Richard. El 18 de enero el grupo anunció el título de las dos canciones que componían el EP, “Green Eyed Demon” y “Pathfinder”. También revelaron que la grabación había tenido lugar en los The Abyss Studio de Pärlby, donde la antigua agrupación de los componentes de The Unguided dio forma a varios de sus álbumes. Para la producción del álbum contaron con la ayuda de Jonas Kjellgren.
El 6 de febrero el grupo anunció que daría su primer concierto en el Getaway Rock Festival.  Asimismo, Richard desveló que se había unido a la banda sueca de metal Faithful Darkness. 
Diez días después, The Unguided colgó en su página de Youtube un adelanto de los temas que conformaban su EP. El 18 de febrero la banda anunció que la grabación, mezcla y masterización de Nightmareland había finalizado, y que este saldría bajo el paraguas del sello Despotz Records. La fecha definitiva de salida al mercado del debut de The Unguided se confirmó el 7 de marzo, cuando se fijó el primer día de abril. Por otro lado, el grupo prometió que regrabarían algunas de las canciones compuestas durante el periodo en que Sonic Syndicate aún recibía el nombre de Fallen Angels. La presentación del EP corrió a cargo del tema “Pathfinder”, que debutó en la estación de radio sueca Bandit Rock. 

### Hellfrost
El 28 de abril de 2011 The Unguided anunció que la preproducción de su álbum debut ya había dado comienzo. Asimismo revelaron que su elaboración correría a cargo de Jonas Kjellgren, mientras Despotz Records volvía a hacerse cargo de su elaboración. El 6 de junio confirmaron que su segundo concierto tendría lugar el 26 de julio en su ciudad natal, Falkanberg, en el marco de la celebración del Grand Rock.
En los días posteriores Richard insinuó a los fanes que debían de mantener los ojos bien abiertos el día 16 de junio, sin dar más información aparte de que “sería un día especial”. En ese fecha, y sin ningún anuncio oficial, The Unguided desveló el primer single de su próximo lanzamiento, “Betrayer of Code”, un tema compuesto originalmente por Roger y Richard cuando aún formaban parte de Fallen Angels. La portada volvió a ser obra de José A. Aranguren. Con el lanzamiento del sencillo, la grabación de su álbum debut daba comienzo de manera oficial, si bien las sesiones de grabación ya habían empezado antes. 
El 25 de junio, Richard anunció que The Unguided ya no podría tocar ninguna de las canciones escritas durante la estancia de los distintos miembros en Sonic Syndicate debido a que tras la marcha del Roland de la agrupación, este firmó un contrato según el cual renunciaba a sus derechos sobre todo aquello concerniente a Sonic Syndicate. Ello incluía la utilización de los temas compuestos durante su estancia en la banda en los directos. Pese a todo se incluyó la posibilidad de que The Unguided pudiese utilizar dichas canciones si todos los miembros del grupo(a excepción del nuevo cantante, Nathan James Biggs) accedían a firmar otro documento en el que autorizaban el uso de las composiciones de la banda por parte de Richard y los suyos. Pero el guitarrista Robin Sjunnesson, primo de Richard y Roger, se negó, anulando cualquier posibilidad de acuerdo. 
Richard Sjunnesson realizó las siguientes declaraciones acerca de la situación en su blog:
"Sé que esto supone una decepción para muchos de vosotros ya que esperabais oír las canciones de Sonic Syndicate interpretadas con la voz del cantante original, pero esto es algo que se encuentra totalmente fuera de nuestro control. Sin la última firma no hay nada que podamos hacer. Sin embargo, en The Unguided no lo contemplamos como un obstáculo. Por el contrario desde nuestra perspectiva lo consideramos una gran oportunidad para sentarnos en el escritorio y dar forma a mucho y nuevo material. Grabadlo en vuestras mentes, NO somos Sonic Syndicate, somos The Unguided con todo lo que ello implica. De este modo las próximas apariciones en vivo de The Unguided consistirán enteramente en material propio."
El 3 de octubre, la portada y título de su álbum debut Hell Frost se dieron a conocer. El artista encargado de dibujar la portada fue Gustavo Sazes. Ese mismo día desde Despotz Records se anunció que la grabación, mezcla y masterización de Hell Frost había finalizado y el álbum vería la luz el 30 de noviembre. 
Por aquellas fechas Richard había comentado que el disco probablemente contendría algún cover. El día 8 de octubre de desveló que este sería “Tankens Mirakel”, del grupo EBM Spark, y que aparecería en el álbum traducida al inglés con el título “The Miracle of Mind”, como un bonus track exclusivo de JakeBox. El día 11 Bandit Rock emitió como adelanto la canción “Inherit the Earth”. 
El 25 de octubre la banda anunció que el próximo single del disco sería “Inherit the Earth”, en vez del previsto, “Phoenix Down”, que sería su segundo single. Ambos vieron la luz el 26 de octubre de 2011 y el 13 de enero de 2012, respectivamente.

## Miembros del grupo
| (2011) Nightmareland       | - Richard Sjunnesson – voces guturales - Roland Johansson – voces limpias, guitarra solista - Roger Sjunnesson – guitarra rítmica, teclados, batería - Jonas Kjellgren - bajo                                           |
| (2011) Hell Frost          | - Richard Sjunnesson – voces guturales - Roland Johansson – voces limpias, guitarra líder - Roger Sjunnesson – guitarra rítmica, teclados - Jonas Kjellgren – bajo - John Bengtsson – batería - Pontus Hjelm - teclados |
| (2014) Fragile Inmortality | - Richard Sjunnesson – voces guturales - Roland Johansson – voces limpias, guitarra solista - Roger Sjunnesson – guitarra rítmica, teclados - Henrik Liljesand - Bajo - Richard Schill - Batería                        |

### Actuales components de la banda
- Richard Sjunnesson: Voces guturales (2010-presente)
- Jonathan Thorpenberg: Guitarra solista, voces limpias (2016-presente)
- Roger Sjunnesson: Guitarra rítmica, teclados (2010-presente)
- Henrik Liljesand: Bajo (2011-presente)
- Richard Schill: Batería (2012-presente)

The Unguided, actuales components de la banda live en el Metal Frenzy 2017, Gardelegen
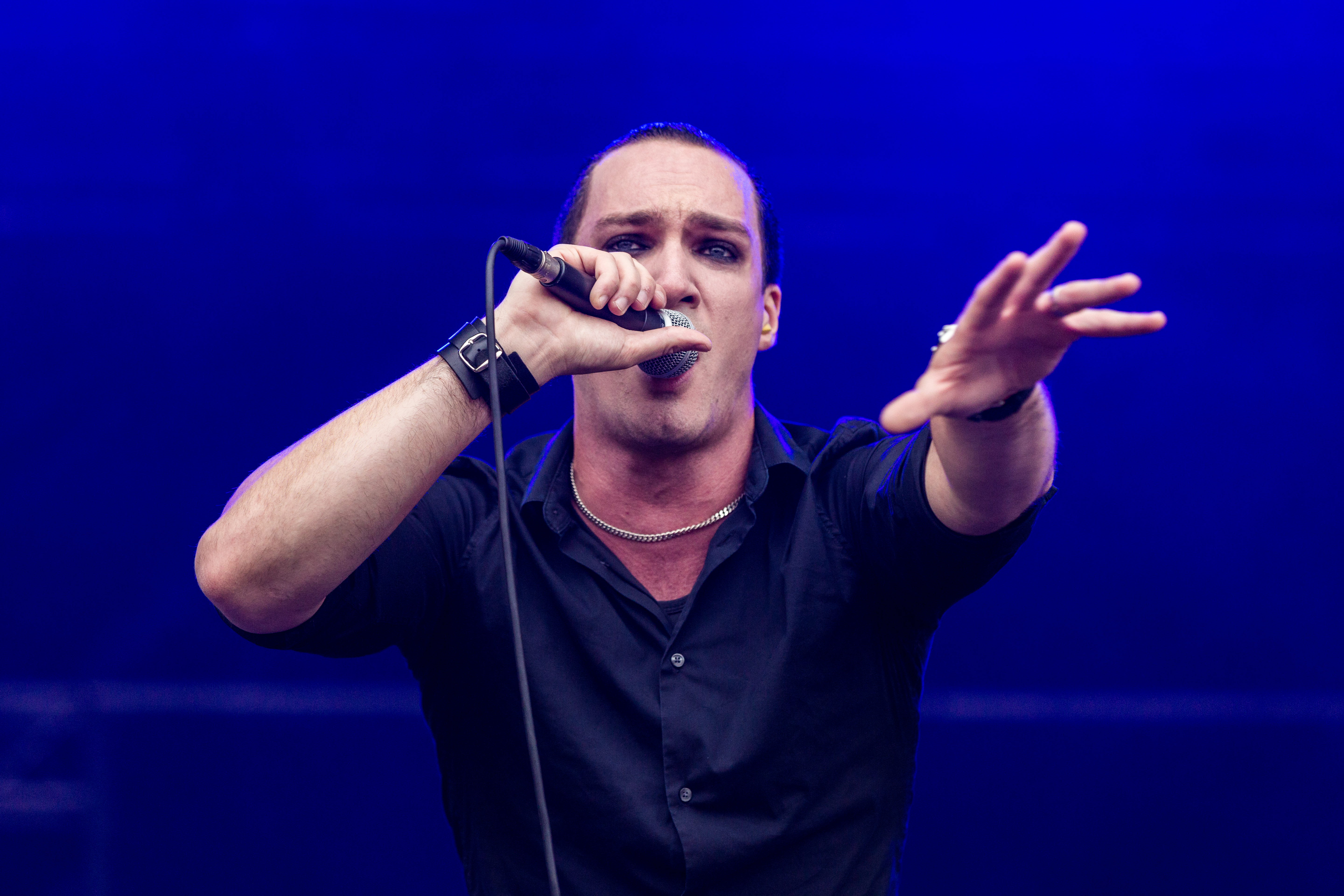
Richard Sjunnesson
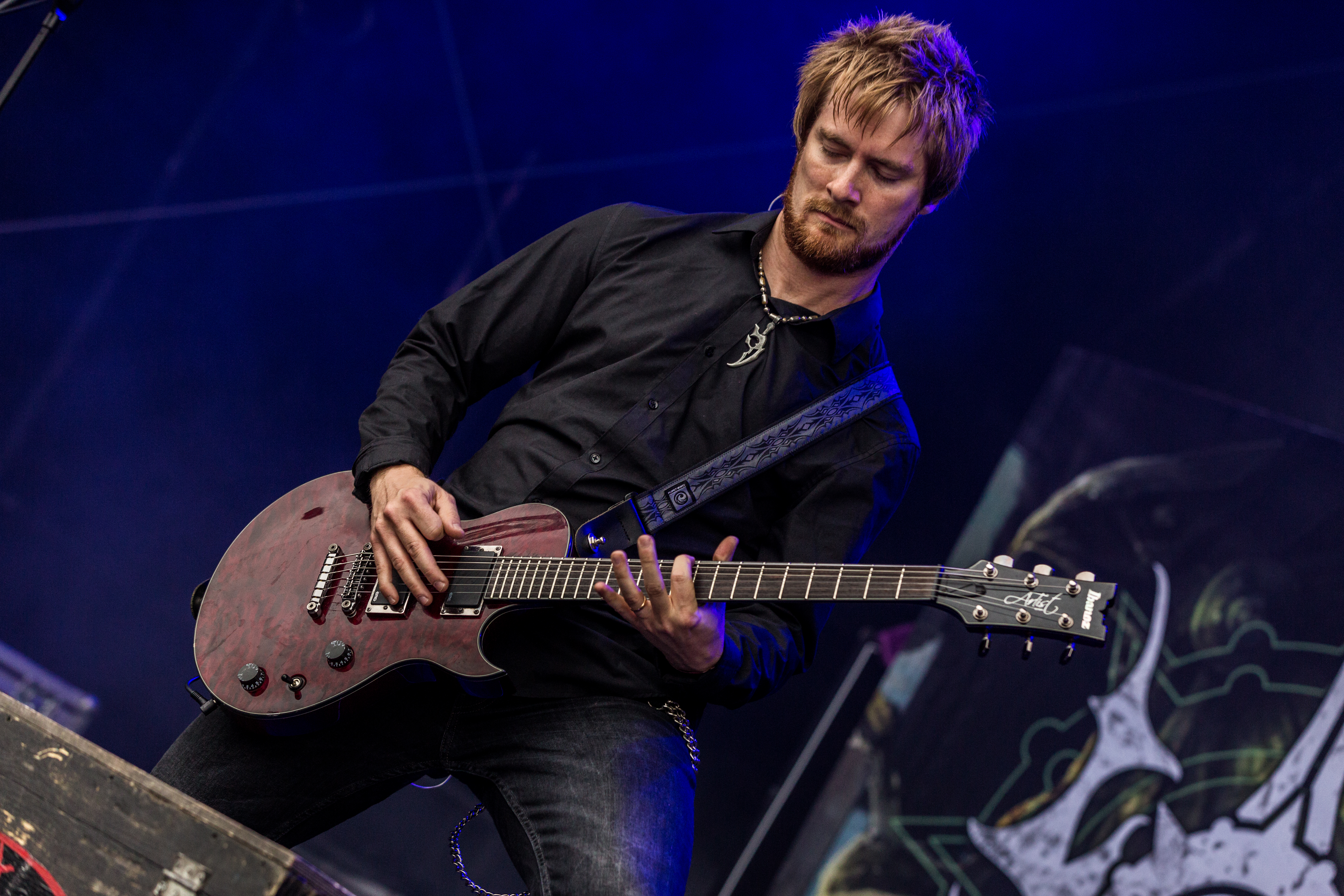
Roger Sjunnesson
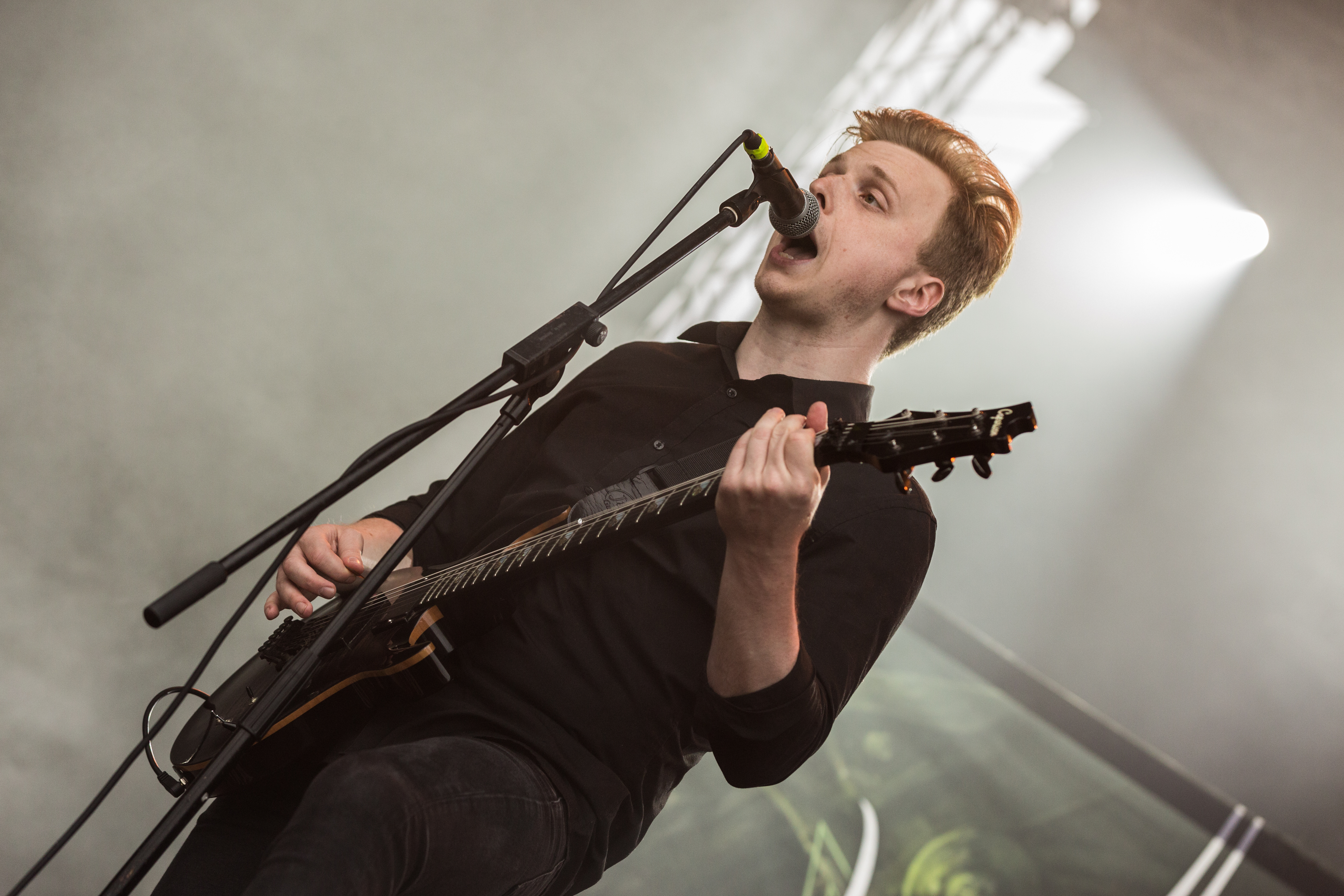
Jonathan Thorpenberg
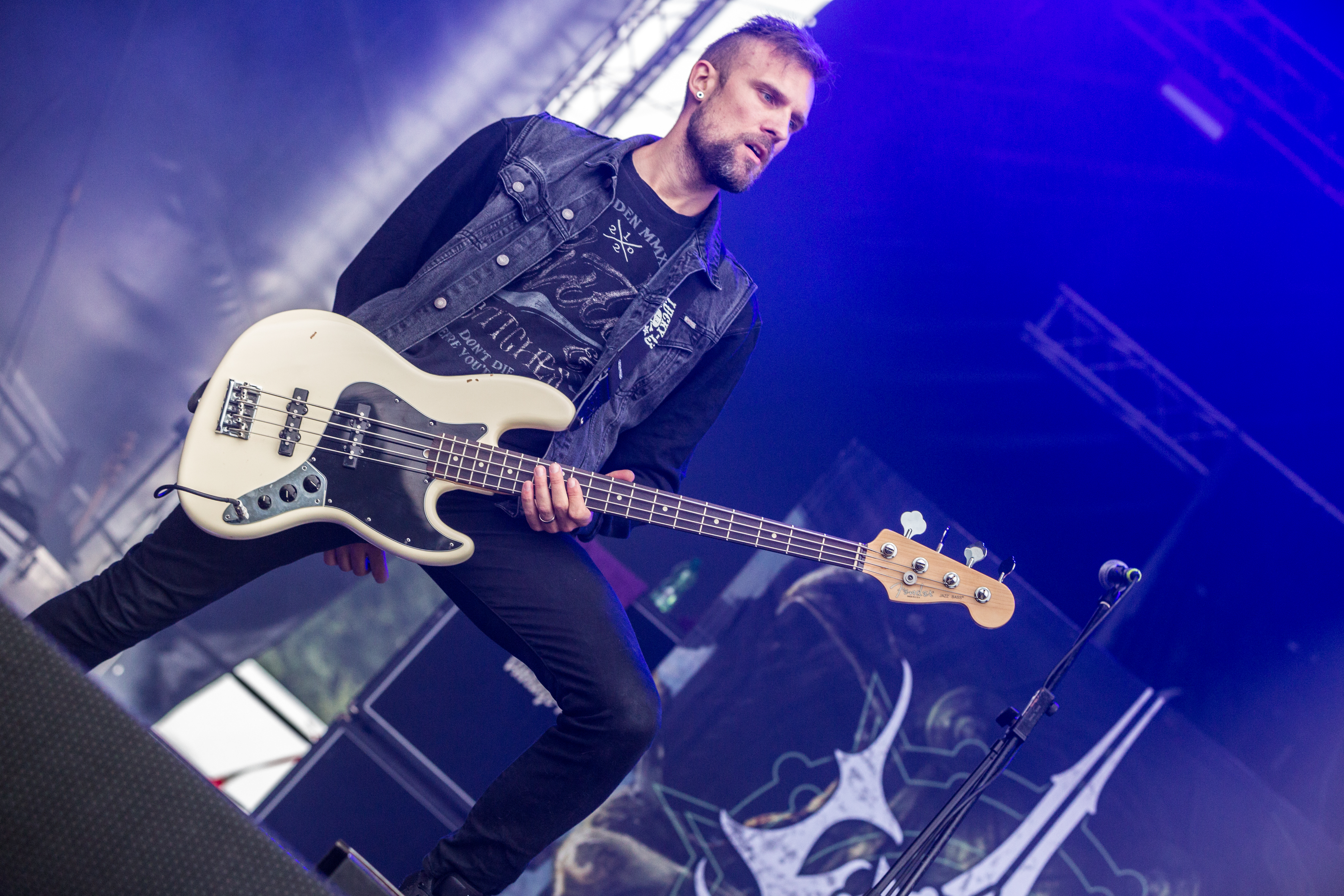
Henric Liljesand
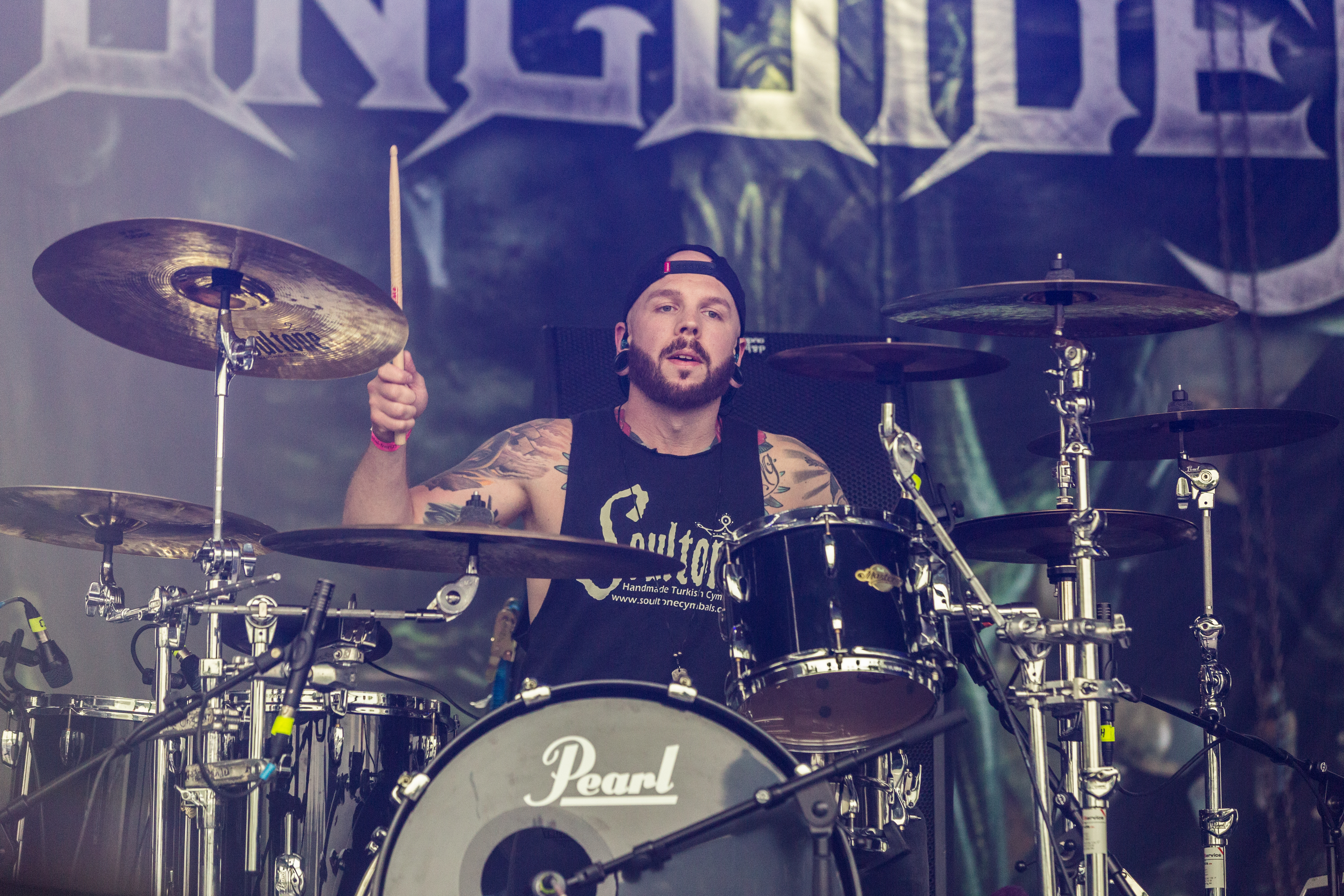
Richard Schill

### Antiguos miembros de la banda
| Nombre         | Instrumento | Permanencia | Información adicional |
| -------------- | ----------- | ----------- | --- |
| John Bengtsson | Batería     | 2011–2012   | Dejó la banda para centrarse en la reunión de Sonic Syndicate Asistente de bacteria en Nightmareland Antiguo batería de DØDZ y batería actual de Sonic Syndicate. |

|-
| Roland Johannsson
| Guitarra solista, voces limpias
| 2010–2016
|}

### Músicos de estudio
| Nombre                | Instrumento        | Permanencia | Información adicional |
| --------------------- | ------------------ | ----------- | --- |
| Jonas Kjellgren       | bajo (estudio)     | 2011        | Grabó las pistas de bajo en Nightmareland y en Hell Frost. Actual guitarrista de Scar Symmetry                                                                  |
| Per Qvarnström        | batería            | 2011        | Tocó la batería para The Unguided en el Malmöfestivalen & Annandagsrocken.                                                                                      |
| Pontus Hjelm          | Teclados           | 2011        | Grabó las pistas adicionales de teclados para The Unguided en Hell Frost. Guitarrista de session, teclista y compositor en Dead by April.                       |
| Christoffer Andersson | Vocalista invitado | 2011        | Realizó como invitado las labores de vocalist guttural en Malmöfestivalen. Antiguo vocalista de sesión Sonic Syndicate y actual vocalista What Tomorrow Brings. |
| Peter Tägtgren        | Vocalista invitado | 2011        | Actuó de vocalista invitado en "Pathfinder". Actual vocalist y guitarrista en Hypocrisy y PAIN.                                                                 |

Cronología

## Discografía

### Álbumes de estudio
| Título              | Fecha de lanzamiento  | Sello           |
| ------------------- | --------------------- | --------------- |
| Hell Frost          | 1 de abril de 2011    | Despotz Records |
| Fragile Inmortality | 31 de enero de 2014   | Napalm Records  |
| Lust And Loathing   | 26 de febrero de 2016 | Napalm Records  |

### Pistas extendidas
| Título        | Fecha de lanzamiento | Sello           |
| ------------- | -------------------- | --------------- |
| Nightmareland | 1 de abril de 2011   | Despotz Records |

### Singles
| Título                 | Fecha de lanzamiento  | Sello           |
| ---------------------- | --------------------- | --------------- |
| "Betrayer of the Code" | 16 de junio de 2011   | Despotz Records |
| "Inherit the Earth"    | 26 de octubre de 2011 | Despotz Records |
| "Phoenix Down"         | 13 de enero de 2012   | Despotz Records |

### Videoclips
| Título                 | Fecha de lanzamiento     | Álbum               | Director              |
| ---------------------- | ------------------------ | ------------------- | --------------------- |
| "Phoenix Down"         | 13 de enero de 2012      | Hell Frost          | Patric Ullaeus        |
| "Betrayer of the Code" | 19 de septiembre de 2012 | Hell Frost          | 11 FRAMES PRODUCTIONS |
| "Inception"            | 22 de diciembre de 2013  | Fragile Inmortality | 11 FRAMES PRODUCTIONS |

### Compilaciones
| Título                              | Fecha de lanzamiento | Sello           |
| ----------------------------------- | -------------------- | --------------- |
| Hell Frost: The Ultimate Collection | 1 de agosto de 2012  | Despotz Records |

- Wikimedia Commons alberga una categoría multimedia sobre The Unguided.

- Datos: Q762615
- Multimedia: The Unguided / Q762615